# Baron Cantilupe
Baron Cantilupe (auch Cantelupe oder Cauntelo) war ein erblicher britischer Adelstitel in der Peerage of England.

## Verleihung und Erlöschen
Der Titel wurde am 29. Dezember 1299 an William Cantilupe verliehen, indem dieser per Writ of Summons ins Parlament berufen wurde.
Beim Tod seines Urenkels, des 5. Barons, 1375, erlosch der Titel.

## Liste der Barone Cantilupe (1299)
- William Cantilupe, 1. Baron Cantilupe (1262–1308)
- William de Cantelupe, 2. Baron Cantilupe (1293–um 1320)
- Nicholas Cantilupe, 3. Baron Cantilupe († 1355)
- Nicholas de Cantelupe, 4. Baron Cantilupe (1342–1370)
- William de Cantelupe, 5. Baron Cantilupe (1345–1375)